# Ragnhild Hveger
Ragnhild Tove Hveger (født 10. december 1920 i Nyborg, død 1. december 2011) var en dansk svømmer med tilnavnet "Den Gyldne Torpedo", der i 1996 blev kåret til Århundredets Sportskvinde i Danmark. Hendes omdømme og senere karriere blev i høj grad præget af hendes forbindelse til det nazistiske Tyskland under Besættelsen.

## Liv og karriere
Ragnhild Hveger var datter af lokomotivfører Vilhelm Alfred Hveger og Hulda Margrethe f. Thomsen, forældrene var blevet gift i Sankt Stefans Kirke i København den 10. maj 1909.
I perioden 1937-43 var Ragnhild Hveger i særklasse inden for svømmesporten, da hun vandt stort set alt, hun stillede op i, og hun satte 44 officielle verdensrekorder, 52 danske rekorder og vandt 20 danske mesterskaber i svømning, fortrinsvis i disciplinen crawl.
Ifølge svømmesportens internationale Hall of Fame besad Ragnhild Hveger på et tidspunkt i sin karriere nitten verdensrekorder på samme tid, og mange anser hende for at være den mest fremragende svømmer, som nogensinde har levet.
Ragnhild Hveger begyndte at svømme i 1932 i Helsingør og vandt sin første konkurrence det følgende år. I 1935 vandt hun sit første danske mesterskab samt to nordiske mesterskaber og blev kåret som Årets Fund i dansk idræt. Det følgende år satte hun sin første verdensrekord, og hun fik for alvor sit internationale gennembrud med sølvmedaljen i 400 m crawl ved OL i Berlin samme år. Ved EM i London i 1938 vandt hun tre guldmedaljer: i 100 og 400 meter crawl og 4 × 100 meter crawl.
Hun blev uddannet som svømmelærer og fortsatte med at sætte verdensrekorder og vinde mesterskaber, indtil hun i 1943 flyttede til Kiel. Her boede hun sammen med en tysk soldat, hun havde lært at kende i Danmark, og arbejdede som svømmelærer. Sammen fik de en datter, men soldaten blev dræbt under krigen, da hans skib sprang i luften. Ragnhild Hveger vendte kort før krigens afslutning hjem til Danmark. Hendes forældre og bror var medlem af det danske nazistparti, og broderen Poul Hveger kæmpede ved østfronten i tysk tjeneste. Ragnhild selv blev efter befrielsen interneret i seks uger, hvorefter hun blev løsladt uden nærmere forklaring. Hun blev efterfølgende frosset ude af det danske svømmemiljø og flyttede derpå til Sverige, hvor hun igen arbejdede som svømmelærer. Da hun i 1948 vendte tilbage til sit fædreland, blev hun erklæret som professionel og udelukket fra sporten i to år og gik dermed også glip af OL i London 1948. Hun genoptog svømmekarrieren efter karantænens ophør og deltog blandt andet i OL i Helsingfors i 1952, hvor hun opnåede en udmærket femteplads i en tid, der faktisk var bedre end hendes sølv-tid fra 1936.
Hveger trak sig tilbage fra konkurrenceidræt i 1954 efter europamesterskabet, der igen gav en femteplads i 400 meter crawl. Efter afslutningen af karrieren blev hun svømmelærer i Østerbro Svømmehal i København. Hun blev gift med Aage Erik Andersen den 16. juni 1950 og skiftede ved den lejlighed navn til det mere anonyme Ragnhild Andersen. Forinden havde hun kortvarigt været gift med en barndomsbekendt, som imidlertid døde af lungekræft.

## Hædersbevisninger
- Optaget i svømningens Hall of Fame i 1966[2]
- Optaget i dansk idræts Hall of Fame i 1992[2]
- Kåret som århundredets kvindelige idrætsudøver ved Danmarks Idrætsforbunds 100-års jubilæum i 1996[2]

## Verdensrekorder
| Ragnhild Hvegers verdensrekorder | Ragnhild Hvegers verdensrekorder | Ragnhild Hvegers verdensrekorder | Ragnhild Hvegers verdensrekorder | Ragnhild Hvegers verdensrekorder |
| Nr.                              | Dato                             | Sted                             | Disciplin                        | Tid                              |
| -------------------------------- | -------------------------------- | -------------------------------- | -------------------------------- | -------------------------------- |
| 1                                | 2. februar 1936                  | Østerbro Svømmehal, København    | 440 yards crawl                  | 5:29,9                           |
| 2                                | 22. februar 1936                 | Østerbro Svømmehal, København    | 500 yards crawl                  | 6:14,8                           |
| 3                                | 14. juni 1936                    | Østerbro Svømmehal, København    | 500 m crawl                      | 6:45,7                           |
| 4                                | 3. juli 1936                     |                                  | 800 m crawl                      | 11:11,7                          |
| 5                                | 23. august 1936                  |                                  | 1000 m crawl                     | 14:35,6                          |
| 6                                | 10. februar 1937                 |                                  | 400 m crawl                      | 5:14,2                           |
| 7                                | 14. februar 1937                 | Aarhus                           | 200 m rygcrawl                   | 2:41,3                           |
| 8                                | 5. marts 1937                    |                                  | 300 m crawl                      | 3:50,1                           |
| 9                                | 4. april 1937                    |                                  | 400 m rygcrawl                   | 5:44,5                           |
| ...                              |                                  |                                  |                                  |                                  |

Ragnhild Hveger satte sin første verdensrekord i karrieren den 2. februar 1936 ved et stævne i Østerbro Svømmehal i København, hvor hun i disciplinen 440 yards crawl svømmede et rekordforsøg sammen med Aage Hellstrøm, hvor hun forbedrede amerikaneren Leonore Kights rekord på 5:30,0 med 0,1 sekund til 5:29,9. Der blev taget tre officielle tider på løbet, der viste henholdsvis 5:29,8, 5:29,9 og 5:31,4, og reglerne forskrev, at den mellemste tid skulle anvendes. Hun fik imidlertid kun lov at beholde rekorden i 16 dage, for allerede den 18. februar blev den slået af hollænderen Rita Mastenbroek, der svømmede distancen på 5:29,2 ved en kapsvømning i Amsterdam, hvor hendes landsmand Tini Wagner med tiden 5:29,6 ligeledes var under danskerens verdensrekord. Tini Wagner erobrede dog rekorden tre måneder senere, for den 17. maj slog hun den eftertrykkeligt, da hun svømmede på de 440 yards på 5:22,2.
Den 22. februar 1936 snuppede Ragnhild Hveger endnu en af Kights verdensrekorder, da hun i Østerbro Svømmehal svømmede 500 yards crawl på 6:14,8, hvilket var en forbedring af den eksisterende rekord på 0,4 sekund. Og igen blev hun i bassinet assisteret af den jævnaldrende Aage Hellstrøm, som hjalp hende med at holde det korrekte tempo. Rekorden holdt indtil begyndelsen af april, hvor hollænderen Tini Wagner slog den med en tid på 6:09,8.
En fodskade satte i foråret 1936 en midlertidig stopper for Ragnhild Hvegers rekordjagt, men fra slutningen af april kunne hun så småt genoptage træningen.
Den 14. juni 1936 blev Ragnhild Hveger den første svømmer, der slog en af svømmefænomenet Willy den Oudens verdensrekorder. På distancen 500 m crawl svømmede danskeren på 6:45,7, og det var en forbedring af hollænderens rekord med 2,7 sekunder.